# Coleophora squamosella
Coleophora squamosella é uma espécie de mariposa do gênero Coleophora pertencente à família Coleophoridae.